# Daria Komarkova
Daria Komarkova (20 de junio de 1984) es una modelo rusa.

## Vida y carrera
La carrera en el modelaje de Komarkova comenzó en 1998 cuando asistió a un casting de una agencia rusa. No ganó pero comenzó a modelar en Rusia y Asia. En septiembre de 2005, tras mudarse a Nueva York a la edad de 21, fue representada por Major Model Management, Komarkova apareció en la edición rusa de la revista Vogue.
Desde los eventos de moda de primavera/verano 2006, ha deadilado para PPQ, Luisa Beccaria, Nathan Jenden, Erdem, Giambattista Valli, Richard Nicoll, Tory Burch, Kai Kühne, Marios Schwab, John Galliano, Marc Jacobs, Douglas Hannant, A.F. Vandevorst, Diane von Furstenberg, La Perla, Malandrino, Alice Roi, Hamish Morrow, Betsey Johnson, Narciso Rodriguez, Emporio Armani, Christopher Kane e hizo sus debuts para Chanel y Topshop en 2009. Durante la primera mitad de 2010, Komarkova apareció en Marie Claire Australia y Reino Unido, Shop Til You Drop, y Harper's Bazaar.
En septiembre de 2009, Komarkova firmó con la agencia Verbmodels.